# Лунькина, Светлана Александровна
Светла́на Алекса́ндровна Лу́нькина (род. 29 июля 1979, Москва) — российская и канадская артистка балета, солистка, затем прима-балерина Большого театра (1997—2013), с 2013 года танцует в Национальном балете Канады. Заслуженная артистка России (2008), лауреат приза «Бенуа танца» (2007).

## Биография
Светлана Лунькина — классическая балерина лирического плана, исполнительница как классического, так и современного репертуара.
Родилась в Москве 29 июля 1979 года в семье цирковой гимнастки и полиграфиста. В детстве вместе с младшей сестрой Юлей (также ставшей артисткой Большого театра) занималась в ансамбле имени Локтева, затем поступала в Московскую академию хореографии, где училась у Наталии Савиной и Марины Леоновой. После выпуска в 1997 году была принята в балетную труппу Большого театра, где её педагогом-репетитором стала Екатерина Максимова.
В свой первый же сезон в театре, 27 декабря 1997 года, исполнила заглавную партию на премьере балета «Жизель» в постановке Владимира Васильева (во втором составе, Альберт — Николай Цискаридзе). 18-летняя Лунькина стала самой молодой Жизелью в современной истории Большого театра. В отзывах критиков на эту работу отмечалось сочетание лирической танцевальной природы с драматическим даром. В феврале следующего года, во время обменных гастролей Большого и Мариинского театров, Лунькина показала свою Жизель в Санкт-Петербурге, станцевав спектакль 1 февраля, в день рождения своего педагога Екатерины Максимовой. За эту партию была номинирована на премию «Золотая маска» 1999 года. В 2001 году танцевала «Жизель» с Владимиром Малаховым во время его гастролей в Большом театре.
В 1999 году Лунькина стала солисткой, в 2005 году была возведена в ранг прима-балерины Большого театра. В 2007 году была приглашена выступить с балетной труппой Парижской оперы (исполнила партии Лизы в «Тщетной предосторожности» Ф. Аштона и Клары в «Щелкунчике» Р. Нуреева).
У Светланы врождённая музыкальность, танцевальность, она девочка эмоциональная, чуткая. (…) За последние годы Лунькина станцевала в Большом самые разные партии, с ней с удовольствием работают зарубежные хореографы, её часто приглашают танцевать за рубежом. Это понятно: Лунькина привлекает тем, что у неё есть свой почерк, ей присуще что-то своё, особенное — нежность и лиризм, юмор и озорство.Е. С. Максимова
В течение сезонов 2003/04 и 2009/10 была в декретном отпуске. С 2009 года репетировала под руководством Надежды Грачёвой.
В 2010 году участвовала в программе «Звёзды балета XXI века», организованной мужем, Владиславом Москалёвым и фондом Владимира Винокура. В финале гала-концерта в Кремлёвском дворце съездов вместе с Дианой Вишнёвой, Лючией Лакаррой и Алиной Кожокару, была объявлена «Балериной десятилетия»".
После конфликта мужа с Владимиром Винокуром (он обвинил Москалёва в краже 3,7 млн долларов из фонда Винокура) из-за угроз последнего была вынуждена покинуть страну, взяв отпуск в Большом театре, и вместе с детьми уехать в Канаду. Здесь начала преподавать и ходила заниматься в балетный класс Национального балета Канады. 21 августа 2013 года была принята в труппу на должность приглашённой балерины, 6 августа 2014 года стала штатной прима-балериной театра. В 2015 году муж Светланы Лунькиной выиграл в Канаде судебный процесс против Фонда Винокура, во время которого канадский судья постановил, что все обвинения от имени Фонда в отношении Владислава Москалёва были фальсифицированы в России.

### Личная жизнь
Светлана Лунькина имеет двух сестёр (старшая из них стала экономистом, младшая, Юлия, — артистка балета Большого театра). Она замужем, муж — банкир и продюсер Владислав Анатольевич Москалёв. У них двое детей: сын Максим и дочь Ева, родившиеся в Канаде. В свободное время увлекается выездкой, теннисом, боулингом.

## Репертуар

### Большой театр
- 1997 — Жизель, «Жизель» А. Адана, хореография Ж. Коралли, Ж. Перро, М. Петипа в редакции В. Васильева (впоследствии танцевала эту же партию в редакции Ю. Григоровича)
- 1997 — Фея Нежности, «Спящая красавица» П. И. Чайковского, хореография М. Петипа в редакции Ю. Григоровича
- 1998 — Джампе, «Баядерка» Л. Минкуса, хореография М. Петипа, В. Чабукиани в редакции Ю. Григоровича
- 1998 — Анюта, «Анюта» на музыку В. Гаврилина, хореография В. Васильева
- 1998 — Фея Серебра, «Спящая красавица» П. И. Чайковского
- 1998 — Карлотта Гризи, «Па-де-катр» Ц. Пуни, хореография А. Долина[11]
- 1999 — Китри, «Дон Кихот» Л. Минкуса, хореография М. Петипа, А. Горского в редакции А. Фадеечева (дебютировала на гастролях Большого театра в Лондоне на сцене театра «Колизей»)
- 1999 — Принцесса Аврора, «Спящая красавица» П. И. Чайковского, хореография М. Петипа в редакции Ю. Григоровича (дебютировала на гастролях Большого театра в Испании)
- 1999 — солистка I части, «Симфония до мажор» на музыку Ж. Бизе, хореография Дж. Баланчина
- 2000 — Девушка[12], «Послеполуденный отдых фавна» на музыку К. Дебюсси, хореография Дж. Роббинса
- 2000 — Аспиччия, «Дочь фараона» Ц. Пуни в постановке П. Лакотта
- 2001 — Русская невеста, «Лебединое озеро» П. И. Чайковского во 2-й редакции Ю. Григоровича, использованы фрагменты хореографии М. Петипа, Л. Иванова, А. Горского (была в числе первых исполнителей спектакля)
- 2001 — Седьмой вальс и Прелюд, «Шопениана» на музыку Ф. Шопена, хореография М. Фокина
- 2001 — солистка[12], «Пассакалья» на музыку А. фон Веберна в постановке Р. Пети
- 2001 — Лиза[12], «Пиковая дама» на музыку Шестой симфонии П. И. Чайковского в постановке Р. Пети
- 2001 — Клеманс, «Раймонда» А. К. Глазунова, хореография М. Петипа в редакции Ю. Григоровича
- 2002 — Одетта-Одиллия, «Лебединое озеро» П. И. Чайковского во 2-й редакции Ю. Григоровича, использованы фрагменты хореографии М. Петипа, Л. Иванова, А. Горского
- 2002 — Сильфида, «Сильфида» Г. С. Левенскольда, хореография А. Бурнонвиля
- 2003 — Эсмеральда[12], «Собор Парижской богоматери» М. Жарра, хореография Р. Пети
- 2004 — Фригия, «Спартак» А. Хачатуряна, хореография Ю. Григоровича
- 2005 — Продавщица перчаток[12], «Парижское веселье» на музыку Ж. Оффенбаха в обработке М. Розенталя, хореография Л. Мясина
- 2005 — Страсть, «Предзнаменования» на музыку П. И. Чайковского, хореография Л. Мясина
- 2005 — солистка II части, «Симфония до мажор»
- 2005 — Зина, «Светлый ручей» Д. Шостаковича, хореография А. Ратманского (дебютировала на гастролях Большого театра в Нью-Йорке на сцене театра Метрополитен-опера)
- 2005 — солистка[12], «Игра в карты» И. Стравинского, хореография А. Ратманского
- 2006 — Лиза, «Тщетная предосторожность» Л. Герольда, хореография Ф. Аштона
- 2006 — Мари, «Щелкунчик» П. И. Чайковского, хореография Ю. Григоровича
- 2007 — солистка[13], Misericordes на музыку А. Пярта в постановке К. Уилдона
- 2007 — солистка, «Серенада» на музыку П. И. Чайковского, хореография Дж. Баланчина
- 2007 — Никия, «Баядерка» Л. Минкуса, хореография М. Петипа в редакции Ю. Григоровича
- 2007 — Медора, «Корсар» А. Адана, хореография М. Петипа, постановка и новая хореография А. Ратманского и Ю. Бурлаки
- 2007 — Ученица, «Урок[нем.]» Ж. Делерю в постановке Ф. Флиндта
- 2008 — «Гибель розы» на музыку Г. Малера (дуэт из балета Р. Пети «Сад любви»)
- 2011 — Эсмеральда, «Эсмеральда» Ц. Пуни, хореография М. Петипа, А. Вагановой, постановка и новая хореография Ю. Бурлаки, В. Медведева
- 2011 — Корали, «Утраченные иллюзии» Л. Десятникова в постановке А. Ратманского
- 2011 — солистка[12], «Хрома» Дж. Тэлбота, Дж. Уайта, хореография У. Макгрегора
- 2011 — Смерть, «Юноша и смерть» на музыку И. С. Баха в оркестровке О. Респиги, хореография Р. Пети
- 2012 — солистка, «Бриллианты» на музыку П. И. Чайковского, хореография Дж. Баланчина
- 2012 — дуэт, Dream of Dream на музыку С. Рахманинова в постановке Й. Эло

### Национальный балет Канады
- 2013 — солистка[13], «...чёрной ночи яркий день» на музыку Дж. Б. Перголези, хореография Дж. Куделки[14]
- 2013 — солистка, Unearth на музыку О. Паллетта, хореография Р. Бине[15]
- 2013 — Фея Драже, «Щелкунчик» П. И. Чайковского, хореография Дж. Куделки
- 2014 — солистка, «Наблюдай за ней» на музыку Л. Авербах, хореография А. Бартон[16]
- 2014 — Одетта-Одиллия, «Лебединое озеро» П. И. Чайковского в постановке Дж. Куделки, использованы фрагменты хореографии М. Петипа, Л. Иванова[17]
- 2014 — Червонная королева, «Алиса в стране чудес» Дж. Тэлбота, хореография К. Уилдона[18]
- 2014 — Любовница Леско, «Манон» на музыку Ж. Массне, хореография К. Макмиллана[19]
- 2014 — Ромола Пульская, Элеонора Береда, «Нижинский» на музыку Ф. Шопена, Р. Шумана, Н. Римского-Корсакова и Д. Шостаковича, хореография Дж. Ноймайера[20][21]
- 2015 — солистка, «Хрома» Дж. Тэлбота, Дж. Уайта, хореография У. Макгрегора[22]
- 2015 — солистка[13], «Бытие и небытие» на музыку Ф. Гласса, хореография Г. Коте[23]
- 2015 — солистка[12], «Концерт для фортепиано No. 1» на музыку Д. Шостаковича, хореография А. Ратманского[24]
- 2015 — принцесса Аврора, «Спящая красавица» П. И. Чайковского, хореография М. Петипа в редакции Р. Нуреева[25][26]
- 2015 — Паулина, «Зимняя сказка» Дж. Тэлбота, хореография К. Уилдона[27]
- 2016 — Сильфида, «Сильфида» Г. С. Левенскольда, хореография А. Бурнонвиля в редакции Й. Кобборга[28]
- 2016 — Сангвиник, «Четыре темперамента» П. Хиндемита, хореография Дж. Баланчина[29]
- 2016 — Джульетта, «Ромео и Джульетта» С. Прокофьева, хореография А. Ратманского[30]
- 2016 — Змея, «Маленький принц» К. Лау, хореография Г. Коте[31]
- 2016 — Жизель, «Жизель» А. Адана, хореография Ж. Коралли, Ж. Перро, М. Петипа в редакции П. Райта[32]
- 2016 — Татьяна, «Онегин» на музыку П. И. Чайковского, хореография Дж. Кранко[33]
- 2017 — солистка[12], Genus Дж. Тэлбота и Б. Винна, хореография У. Макгрегора[34]
- 2017 — солистка[13], «Тёмные ангелы» К. Лау, хореография Г. Коте
- 2017 — Бланш Дюбуа, «Трамвай «Желание» на музыку С. Прокофьева, А. Шнитке, Г. Арлена, хореография Дж. Ноймайера[35]
- 2018 — солистка, The Dreamers Ever Leave You на музыку Л. Мельника, хореография Р. Бине
- 2018 — солистка, Emergence на музыку О. Белтона, хореография К. Пайт[36]
- 2018 — Анна Каренина[12], «Анна Каренина» на музыку П. И. Чайковского, А. Шнитке, Кэта Стивенса, хореография Дж. Ноймайера[37][38]
- 2019 — Терпсихора, «Аполлон» И. Стравинского, хореография Дж. Баланчина[39][40]
- 2019 — солистка, «Маленькая смерть» на музыку В. А. Моцарта, хореография И. Килиана[41]
- 2019 — солистка[13], Orpheus Alive на музыку М. Маццоли, хореография Р. Бине[42]
- 2019 — солистка[12], Approximate Sonata 2016 на музыку Т. Виллемса, хореография У. Форсайта[43]
- 2019 — Снежная Королева, «Щелкунчик» П. И. Чайковского, хореография Дж. Куделки[44]
- 2020 — солистка, «Атлас ангелов» на музыку О. Белтона, П. И. Чайковского, М. Лауридсена, хореография К. Пайт[45]
- 2021 — солистка, «Серенада» на музыку П. И. Чайковского, хореография Дж. Баланчина[46]
- 2022 — солистка[13], «На твёрдой земле», хореография С. Новембера[47]
- 2022 — солистка, «Элитные синкопы» на музыку С. Джоплина и др., хореография К. Макмиллана[48]
- 2022 — солистка, «После дождя» на музыку А. Пярта, хореография К. Уилдона[48]
- 2022 — Одетта-Одиллия, «Лебединое озеро» П. И. Чайковского в постановке Р. Бине, использованы фрагменты хореографии М. Петипа, Л. Иванова, Э. Бруна[49]
- 2022 — солистка II части, «Кончерто» на музыку Д. Шостаковича, хореография К. Макмиллана[50]
- 2022 — солистка, «Коллективное соглашение» на музыку Дж. Морана, хореография А. Кинга
- 2022 — Орикс, MADDADDAM М. Рихтера, хореография У. Макгрегора[51]
- 2023 — солистка[12], «Страсть» на музыку Л. Бетховена, хореография Дж. Куделки[52]
- 2024 — Сигарета, Адажио[12], Флейта[12], «Сюита в белом» на музыку Э. Лало, хореография С. Лифаря[53]
- 2024 — солистка, «Изумруды» на музыку Г. Форе, хореография Дж. Баланчина[54]
- 2025 — солистка, «Увядающие листья» на музыку А. Дворжака, хореография Э. Тюдора[55]

### Концертный репертуар
- «Лебедь» на музыку К. Сен-Санса, хореография М. Фокина
- «Видение розы» на музыку К. М. фон Вебера, хореография М. Фокина
- «Русская» на музыку П. И. Чайковского, хореография К. Голейзовского
- «Сентиментальный вальс» из балета В. Васильева «Ностальгия»
- дуэт из балета М. Бежара «Ромео и Юлия», музыка Г. Берлиоза
- дуэт из балета «Паганини» на музыку С. Рахманинова, хореография Л. Лавровского в редакции В. Васильева
- фрагмент из балета А. Алонсо «Кармен-сюита»
- фрагмент из «Балета Пинк-Флойд» (GreatGig in the Sky), хореография Р. Пети
- дуэт из балета Р. Пети «Пруст, или Перебои сердца», музыка К. Сен-Санса
- «Потерянное сердце», хореографическая миниатюра Начо Дуато на народные каталонские мелодии.
- адажио из балета И. Кечакмадзе «Сагалобели», хореография Ю. Посохова (бенефис Николая Цискаридзе в Большом театре, май 2008; партнёр — Сергей Филин)
- адажио из балета «Jeunehomme», хореография У. Шольца, музыка В. А. Моцарта
- «Всёоднослово», хореография Дж. Куделки
- адажио из балета «Лебединое озеро» П. И. Чайковского, хореография Д. Доусона
- «Маска», хореография Д. Ли, музыка А. Вивальди
- «Sospiri», хореография Дж. Нуниса, музыка Э. Элгара
- «Allegretto Appassionato», хореография Н. Роуза, музыка Э. Боссо

### Гастроли
- 1998 — концертная программа «В честь Улановой», Париж
- 1998 — участие в фестивале в честь 50-летию Кубинского национального балета
- 2002 — участие в антрепризе «Малахов и друзья» (вместе с Сергеем Филиным), Япония.
- 2002 — гала-концерты в рамках проекта «Звёзды XXI века» (па де де из балета «Сильфида», «Видение розы»; па де де из балета «Лебединое озеро», партнёр — Дмитрий Гуданов) Нью-Йорк и Торонто[56][57]
- 2002 — участие в Фестивале балета в честь Екатерины Максимовой, Челябинский театр оперы и балета
- 2002 — гала-концерты в рамках проекта «Звёзды XXI века» (партнёр — Дмитрий Гуданов), Театр Елисейских полей, Париж[58]
- 2003 — «Лебединое озеро» в редакции Д. Парлича в Национальном театре Белграда (Зигфрид — Андрей Уваров)
- 2004 — «Щелкунчик» в постановке Н. Веселовой-Тенсер (Принц — Андриан Фадеев), Торонто[59]
- 2005 — гала-концерт в рамках проекта «Звёзды XXI века» (па де де из балета «Сильфида», партнёр — Гийом Коте), Линкольн-центр, Нью-Йорк[60]
- 2005 — «Жизель» в редакции П. Бара, Берлинская опера (Альберт — Владимир Малахов)
- 2005 — «Лебединое озеро» в редакции Г. Самцовой, Римская опера (Зигфрид — Андриан Фадеев)[61]
- 2005 — «Щелкунчик» в постановке Н. Веселовой-Тенсер (Принц — Руслан Скворцов), Театр «Зимний сад», Торонто[62]
- 2006 — гала-концерт в рамках проекта «Звёзды XXI века» (дивертисмент из балета «Дочь фараона», дуэт из балета «Паганини», партнёр — Сергей Филин), Линкольн-центр, Нью-Йорк[63]
- 2006 — «Жизель» в редакции К. Фраччи, Римская опера (Альберт — Юрий Выскубенко)[64]
- 2006 — участие в концертной программе «Ролан Пети и его звёзды», Греция
- 2006 — «Жизель» в редакции Е. Чернышёвой, Венская государственная опера (Альберт — Владимир Малахов)[65]
- 2007 — участие в концертной программе «В честь Юрия Григоровича» (второе действие балета «Щелкунчик», партнёр — Александр Волчков), Королевский театр Ковент-Гарден, Лондон
- 2007 — «Жизель» в редакции К. Фраччи, Римская опера (Альберт — Игорь Ерба)[66]
- 2007 — гала-концерт в рамках проекта «Звёзды XXI века» (фрагменты из «Jeunehomme», «Балета Пинк-Флойд», партнёр — Артём Шпилевский), Торонто[67]
- 2007 — выступление с балетной труппой Парижской оперы (Лиза, «Тщетная предосторожность» Ф. Аштона, Колен — Матьё Ганьо; Клара, «Щелкунчик» Р. Нуреева, Дроссельмейер/Принц — Жереми Белингар)[68][69]
- 2007 — гала-концерты (па де де из балета «Жизель», адажио Фригии и Спартака из балета «Спартак», партнёр — Руслан Скворцов), Токио
- 2007 — «Жизель» в редакции Н. Веселовой-Тенсер (Альберт — Руслан Скворцов), Театр Елгин, Торонто[70]
- 2008 — участие в юбилейном вечере Ролана Пети (фрагмент из «Балета Пинк-Флойд» и дуэт из балета «Собор Парижской Богоматери», партнёр Линц Чанг; «Гибель розы», партнёр Артём Шпилевский), Женева
- 2008 — участие в гала-концерте в рамках проекта «Звёзды XXI века», (па-де-де из балета «Жизель» и «Гибель розы» с Николаем Цискаридзе; па-де-де из балета «Сильфида» с Давидом Махатели), Линкольн-центр, Нью-Йорк[71]
- 2008 — «Раймонда» (заглавная роль) в редакции К. Фраччи, Римская опера (Жан де Бриен — Иван Попов)[72]
- 2008 — «Лебединое озеро» в редакции Рея Барры, Баварская опера (Зигфрид — Дмитрий Гуданов)[73]
- 2008 — «Жизель» в редакции С. Вихарева, Новосибирский театр оперы и балета (в рамках I сибирского фестиваля балета, Альберт — Йохан Кобборг)
- 2013 — гала-концерт в рамках конкурса «Youth America Grand Prix» (монолог Никии из балета «Баядерка»), Линкольн-центр, Нью-Йорк[74]
- 2014 — концертная программа в рамках проекта «Короли танца» («Юноша и смерть», Юноша — Иван Васильев, Роберто Болле), Колизей, Лондон[75]
- 2015 — гала-концерт в рамках проекта «International Ballet Star Gala» («Лебедь», па де де из балета «Жизель», партнёр — Игорь Колб), Национальный театр, Тайбэй[76]
- 2015— «Жизель» в редакции Н. Фёдоровой, Одесский национальний театр оперы и балета (Альберт — Станислав Скринник)[77]
- 2016 — «Лебединое озеро», редакция Т. Уестморленда и К. Митани, Асами Маки балет Токио (Зигфрид — Руслан Скворцов), Бункё Сивик Сентр, Токио[78]
- 2016 — «Аска», хореография А. Маки, Асами Маки балет Токио (Иватари — Руслан Скворцов), Новый национальный театр, Токио[79]
- 2016 — «Лебединое озеро» в редакции Ю. Васюченко, Одесский национальний театр оперы и балета (Зигфрид — Станислав Скринник)[80]
- 2017 — гала-концерт в рамках проекта «Canada All Star Ballet Gala» (дуэт Никии и Солора из балета «Баядерка», дивертисмент из балета «Дочь фараона», партнёр — Руслан Скворцов; адажио из балета «Лебединое озеро», партнёр — Эван МакКи), Меридиан Холл, Торонто[81]
- 2017 — гала-концерты в рамках проекта «Иконы русского балета» («Послеполуденный отдых фавна» Дж. Роббинса, партнёр — Дмитрий Гуданов), Колизей, Лондон[82]
- 2017 — гала-концерт в рамках конкурса «Youth America Grand Prix» (адажио из балета «Лебединое озеро» в постановке Д. Доусона, партнёр — Эван МакКи), Линкольн-центр, Нью-Йорк[83]
- 2017 — гала-концерт в рамках проекта «International Ballet Star Gala» (адажио из балета «Лебединое озеро» в постановке Д. Доусона, «Маска», партнёр — Эван МакКи), Тайбэй[84]
- 2017 — гала-концерт в рамках проекта «Canada All Star Ballet Gala» (адажио из балета «Лебединое озеро» в постановке Д. Доусона, «Маска», партнёр — Эван МакКи; адажио из балета «Сагалобели», партнёр — Пётр Станьчик), Меридиан Холл, Торонто[85]
- 2018 — гала-концерт «Вечер звёзд» (адажио из балета «Лебединое озеро» в постановке Д. Доусона, «Маска», партнёр — Эван МакКи), Плас-дез-Ар, Монреаль[86]
- 2018 — гала-концерт («Sospiri», «Маска», партнёр — Эван МакКи), Оперный театр Дортмунда
- 2018 — концерт «Гала звёзд» («Sospiri», партнёр — Эван МакКи), Сегерстром-центр, Коста-Меса[87]
- 2018 — «Аска», хореография А. Маки, Асами Маки балет Токио (Иватари — Руслан Скворцов), Новый национальный театр, Токио[88]
- 2018 — гала-концерт «Monterrey International Ballet Gala» («Лебедь»), Монтеррей
- 2018 — гала-концерт «Международные звёзды балета» («Всёоднослово», адажио из балета «Сагалобели», партнёр — Пётр Станьчик), Эспланада, Сингапур[89]
- 2018 — гала-концерт «Магия Рождества» («Лебедь»), Квебек
- 2018 — «Щелкунчик» в постановке Т. Степановой (Принц — Вячеслав Лопатин), Меридиан Холл, Торонто
- 2019 — гала-концерт (па де де из балетов «Сильфида» и «Корсар», партнёр — Франческо Габриеле Фрола), Театро Колисео, Буэнос-Айрес
- 2019 — «Анна Каренина», хореография Дж. Ноймайера в Гамбургском оперном театре (Вронский — Харрисон Джеймс)[90]
- 2019 — концерт «Нижинский-Гала» в Гамбургском оперном театре (адажиетто из «Пятой симфонии Густава Малера», хореография Дж. Ноймайера, партнёр — Кристофер Эванс)[91]
- 2019 — гала-концерт («Лебедь», «Allegretto Appassionato», партнёр — Эван МакКи), Оперный театр Дортмунда[92]
- 2019 — концерт «Гала звёзд» (вальс из балета «Шопениана», «Allegretto Appassionato», партнёр — Эван МакКи), Сегерстром-центр, Коста-Меса[93]
- 2019 — «Щелкунчик» в постановке А. М. Холмс (Принц — Дмитрий Выскубенко), Театр Королевы Елизаветы, Ванкувер[94]
- 2021 — концертная программа на фестивале искусств Сен-Совера (дуэт Терпсихоры и Апполона из балета «Аполлон» партнёр — Брендан Сей), Сен-Совер[95]
- 2021 — гала-концерт «Чёрный лебедь» (дуэт Терпсихоры и Апполона из балета «Аполлон», адажио из балета «Лебединое озеро», партнёр — Брендан Сей), Одеон Герода Аттика, Афины
- 2025 — гала-концерты («Па-де-катр», «Лебедь»), Театрон да Винчи, Орегон Хаус[96]

## Видеография

### Записи спектаклей
- 1998 — «Жизель» А. Адана в редакции В. Васильева — Жизель (Граф Альберт — Николай Цискаридзе, Мирта — Мария Александрова)
- 1999 —  «Анюта» В. Гаврилина в постановке В. Васильева — Анюта (Пётр Леонтьевич — Владимир Васильев)
- 2001 — «Вечер балетов Ролана Пети»: «Пасскакалья» на музыку А. фон Веберна (партнёр — Ян Годовский), «Пиковая дама» на музыку П. И. Чайковского — Лиза (Германн — Николай Цискаридзе, Графиня — Илзе Лиепа)
- 2003 — «Собор Парижской Богоматери» М. Жарра в постановке Р. Пети — Эсмеральда (Квазимодо — Николай Цискаридзе)
- 2005 — «Пиковая дама» в постановке Р. Пети — Лиза (Германн — Николай Цискаридзе, Графиня — Илзе Лиепа)
- 2011 — «Жизель» А. Адана в редакции Ю. Григоровича — Жизель (Граф Альберт — Дмитрий Гуданов, Мирта — Мария Аллаш)
- 2012 — «Корсар» А. Адана в редакции Ю. Бурлаки, А. Ратманского, Медора (Конрад — Руслан Скворцов)
- 2012 — «Светлый ручей» Д. Шостаковича в постановке А. Ратманского, Зина (Пётр — Михаил Лобухин)
- 2021 — «Аполлон» И. Стравинского в постановке Дж. Баланчина, Терпсихора (Аполлон — Брендан Сей)

### Роли в кино
- 2003 — «Экспресс Петербург-Канны» — София

## Признание и награды
- 2001 — почётный диплом Правительства Москвы
- 2001 — молодёжный грант премии «Триумф»
- 2005 — «Звезда XXI века»
- 2006 — «Блеск XXI века» (Нью-Йорк)
- 2007 — приз «Бенуа танца» (за исполнение партии Мари в балете «Щелкунчик» в постановке Ю. Григоровича)
- 2008 — Заслуженная артистка Российской Федерации
- 2010 — приз «Балерина десятилетия» в проекте «Звёзды балета XXI века» (Москва)
- 2012 — приз журнала «Балет» «Душа танца» (в номинации «Звезда»)